# Richard Adams
Richard George Adams (ur. 9 maja 1920 w Newbury, zm. 24 grudnia 2016) – brytyjski pisarz znany przede wszystkim jako autor Wodnikowego Wzgórza i Szardika.

## Życiorys
Absolwent wydziału historii Uniwersytetu Oksfordzkiego. Od 1940 do 1946 podczas II wojny światowej służył w oddziałach spadochronowych. Później poświęcił się karierze w administracji państwowej.
W 1972 opublikował swoją pierwszą powieść – Wodnikowe Wzgórze. Są to spisane historie, które kiedyś opowiadał swoim córkom. Książka w niedługim czasie stała się bardzo popularna. Przetłumaczona na 18 języków, wydana w 11 milionach egzemplarzy.
W 1974 Adams przeszedł na emeryturę i całkowicie poświęcił się pisarstwu. Wkrótce pojawiła się jego nowa powieść Szardik o kulcie wielkiego niedźwiedzia, oraz The Plague Dogs o życiu psów. Serię powieści ze świata zwierząt kończy dopiero The Girl in a Swing z 1980.
Miał żonę Elizabeth i dwie córki.

## Dzieła
- Wodnikowe Wzgórze (Watership Down), 1972
- Szardik (Shardik), 1974
- The Plague Dogs, 1977
- The Girl in a Swing, 1980
- The Iron Wolf and Other Stories (opublikowana także jako The Unbroken Web), 1980
- The Legend of Te Tuna, 1982
- Maia, 1984
- Traveller, 1988
- The Day Gone By, 1990, autobiografia
- Opowieści z Wodnikowego Wzgórza (Tales from Watership Down), 1996, opowiadania
- The Outlandish Knight, 1999
- Daniel, 2006